# Cancioneiro Popular Português
O Cancioneiro Popular Português é uma obra editada em 1981 pelo Círculo de Leitores, elaborada pelo etnólogo e coletor Michel Giacometti, com a colaboração do compositor Fernando Lopes-Graça.
A obra é composta de textos e notações musicais relativos à música popular portuguesa, que foi resultado de dois anos de trabalho de Michel Giacometti, que já havia percorrido o país durante mais de duas década para fazer uma recolha das expressões musicais de Portugal
A obra inclui:
- Canções de berço
- Cantigas de noivado e casamento
- Cantos de trabalho
- Cantigas e danças para festas e arraiais
- Canções de bem-querer e maldizer